# Козетули
Козетули (пол. Kozietuły) — село в Польщі, у гміні Могельниця Груєцького повіту Мазовецького воєводства.
Населення — 302 особи (2011).
У 1975-1998 роках село належало до Радомського воєводства.

## Демографія
Демографічна структура станом на 31 березня 2011 року:
|          | Загалом | Допрацездатний вік | Працездатний вік | Постпрацездатний вік |
| -------- | ------- | ------------------ | ---------------- | -------------------- |
| Чоловіки | 157     | 31                 | 106              | 20                   |
| Жінки    | 145     | 25                 | 84               | 36                   |
| Разом    | 302     | 56                 | 190              | 56                   |